# チセ

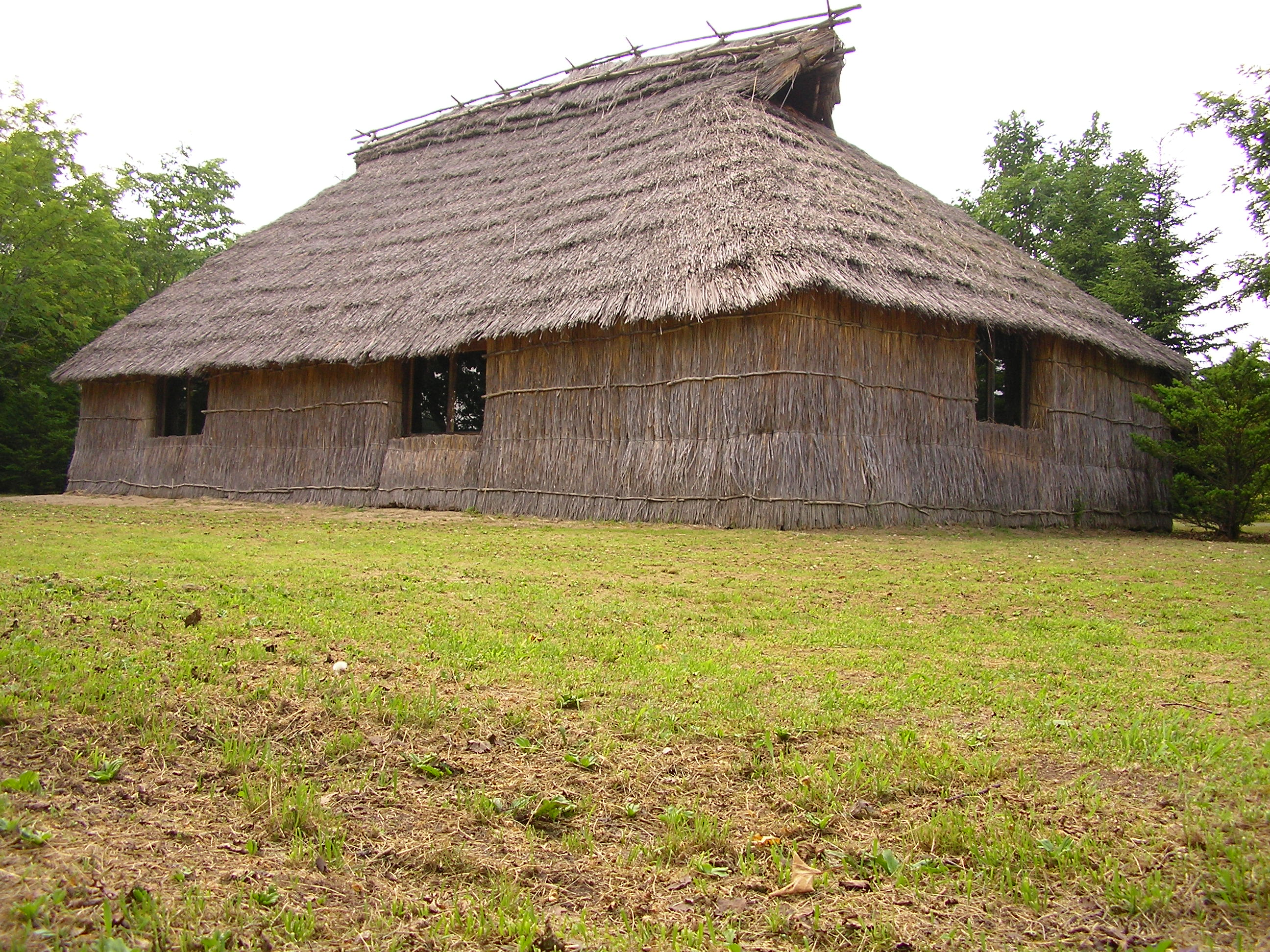
平取町の博物館に復元されたチセ

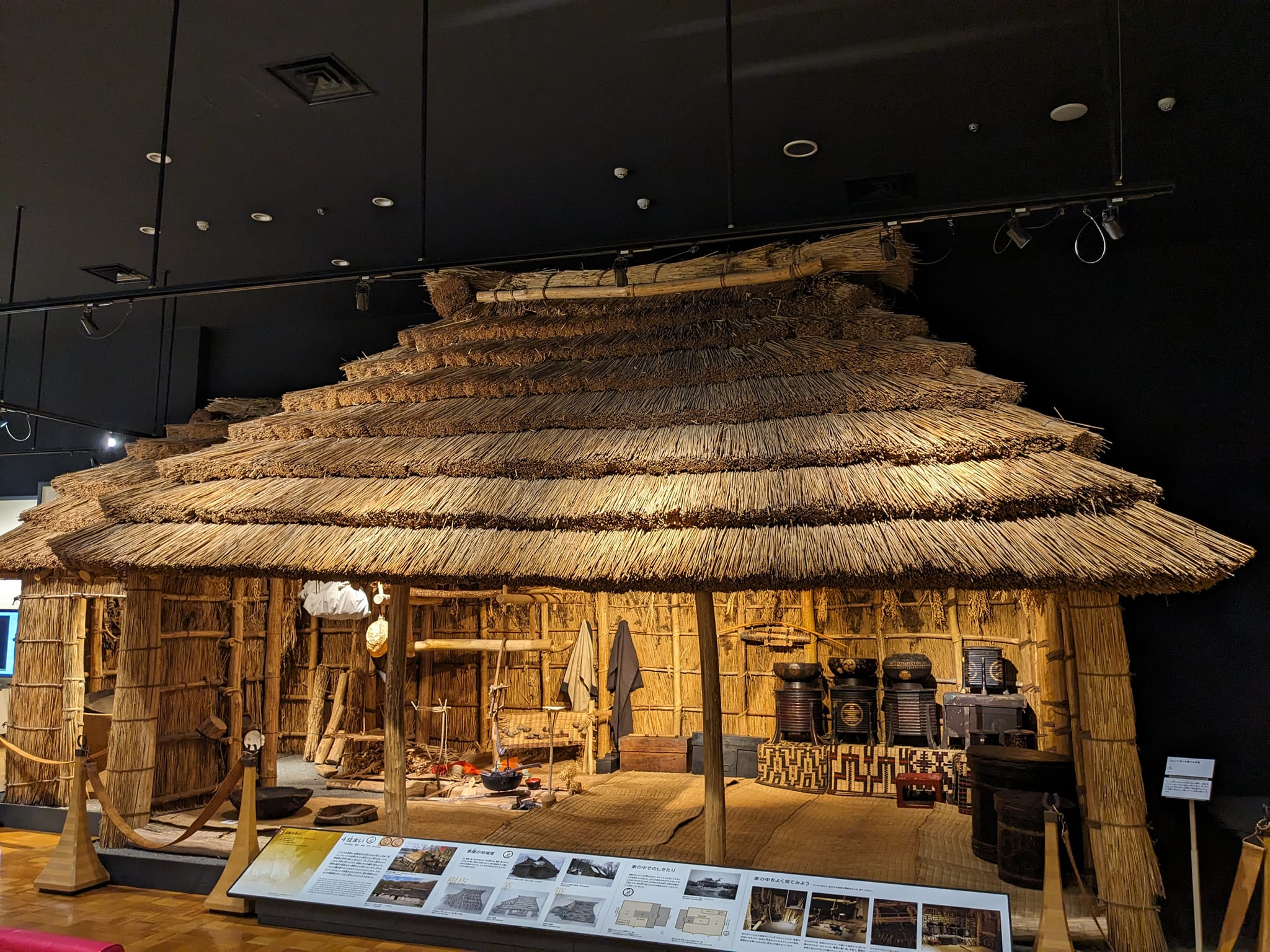
札幌市厚別区「北海道博物館」内に復元されたチセ

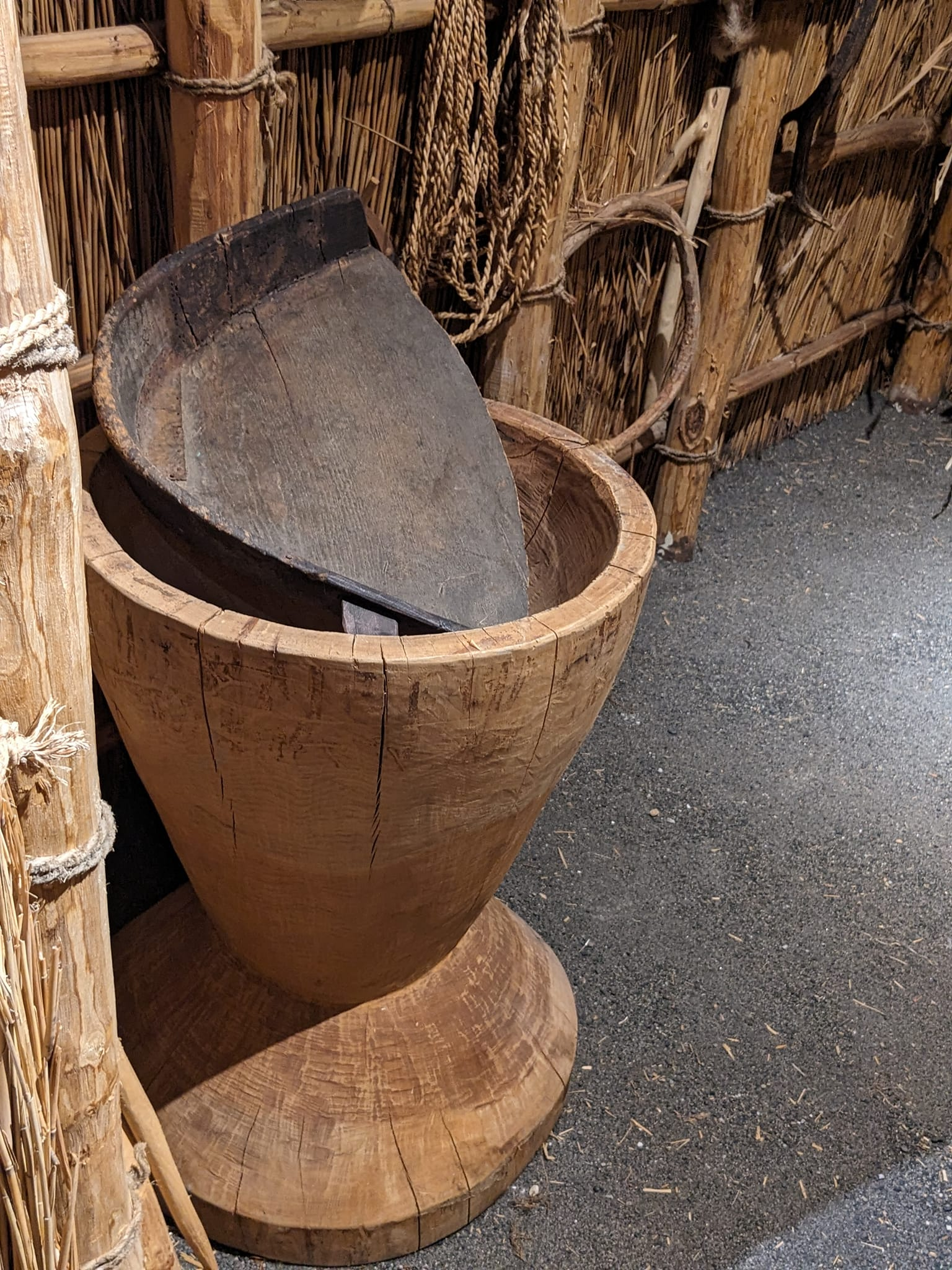
セㇺ（前室）。ニス（臼）やムイ（箕）が置かれている。（北海道博物館）

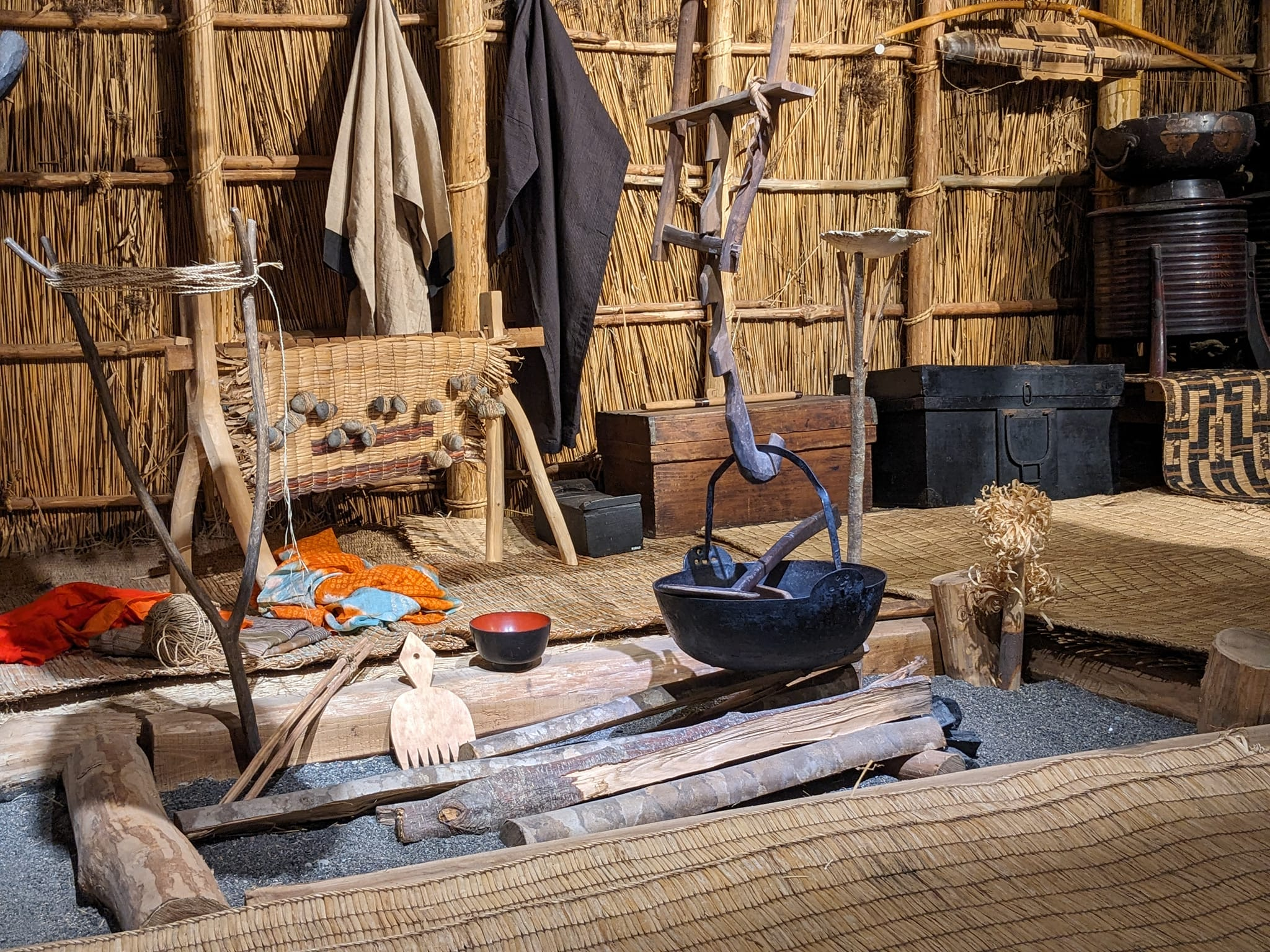
アペオイ（囲炉裏）。木尻席はない。（北海道博物館）

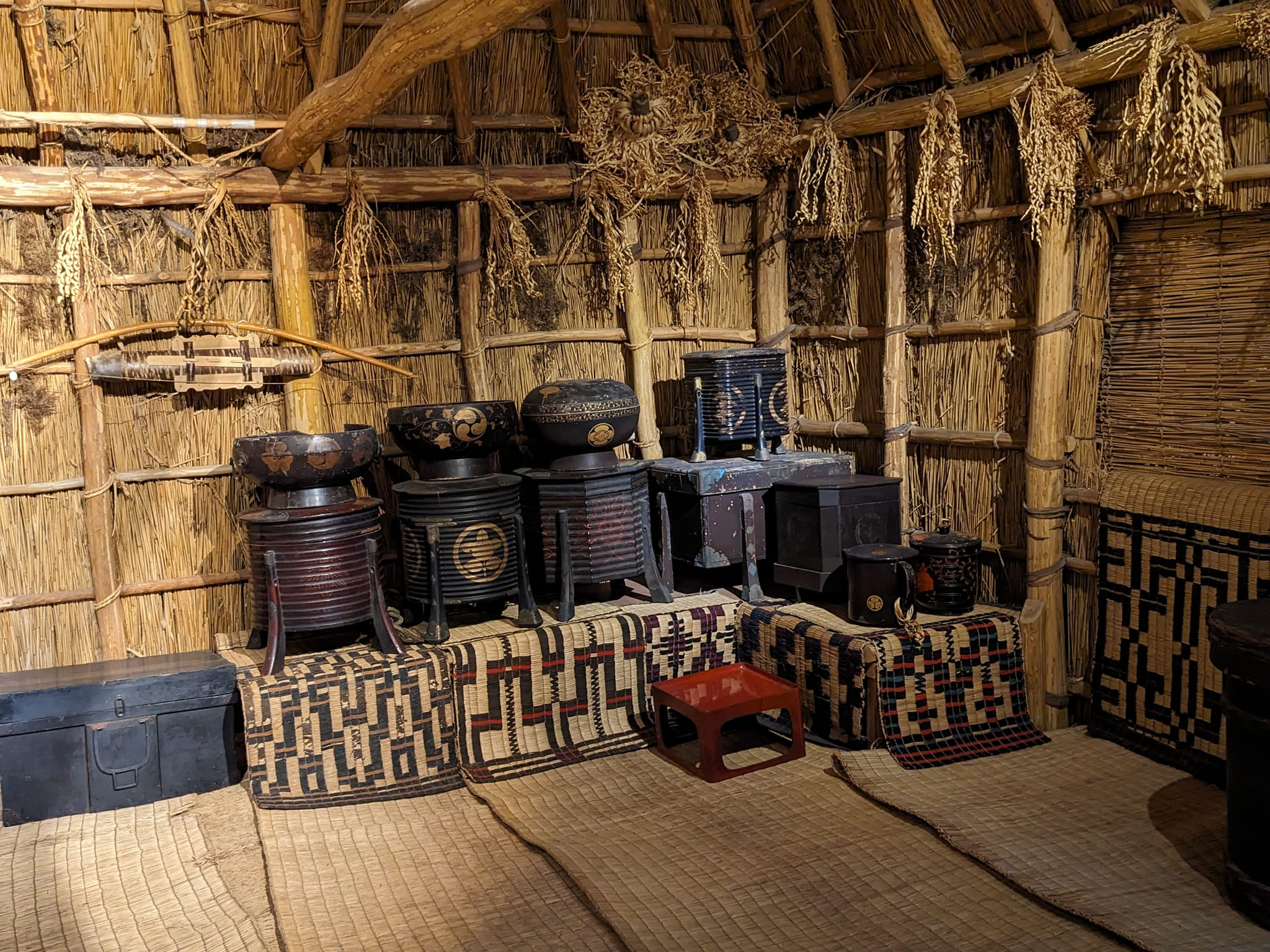
イヨイキㇼ（宝物棚）。チタラぺ（花ござ）で装飾した前に、交易で得た漆器を飾る。（北海道博物館）

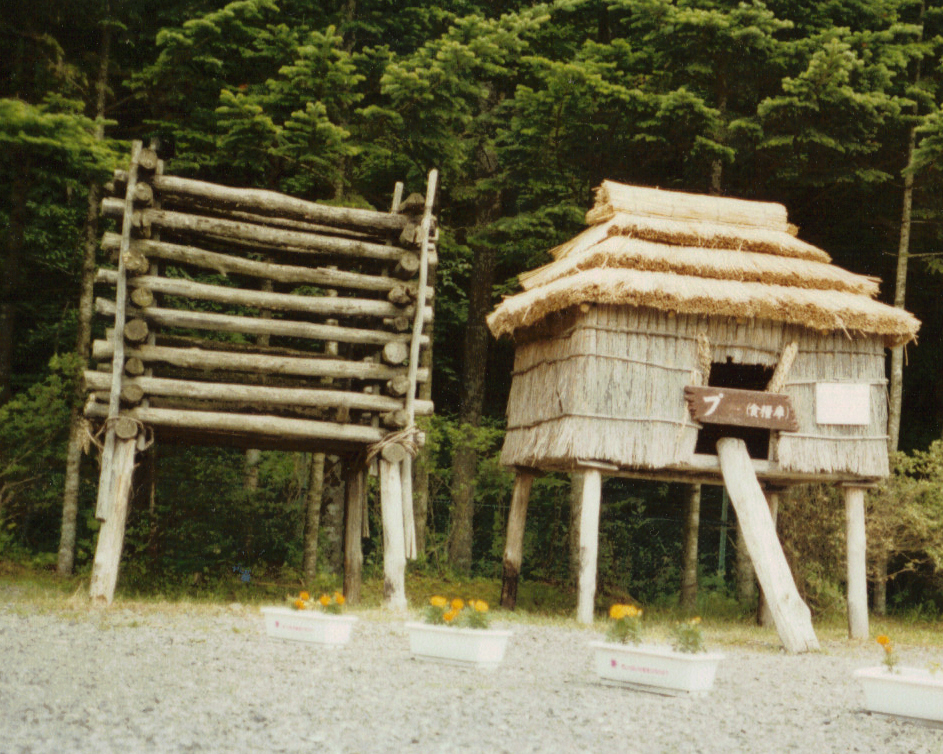
右側がプー（食料庫）。左側がヘペレセッ（熊の檻）。白老町アイヌ民族博物館

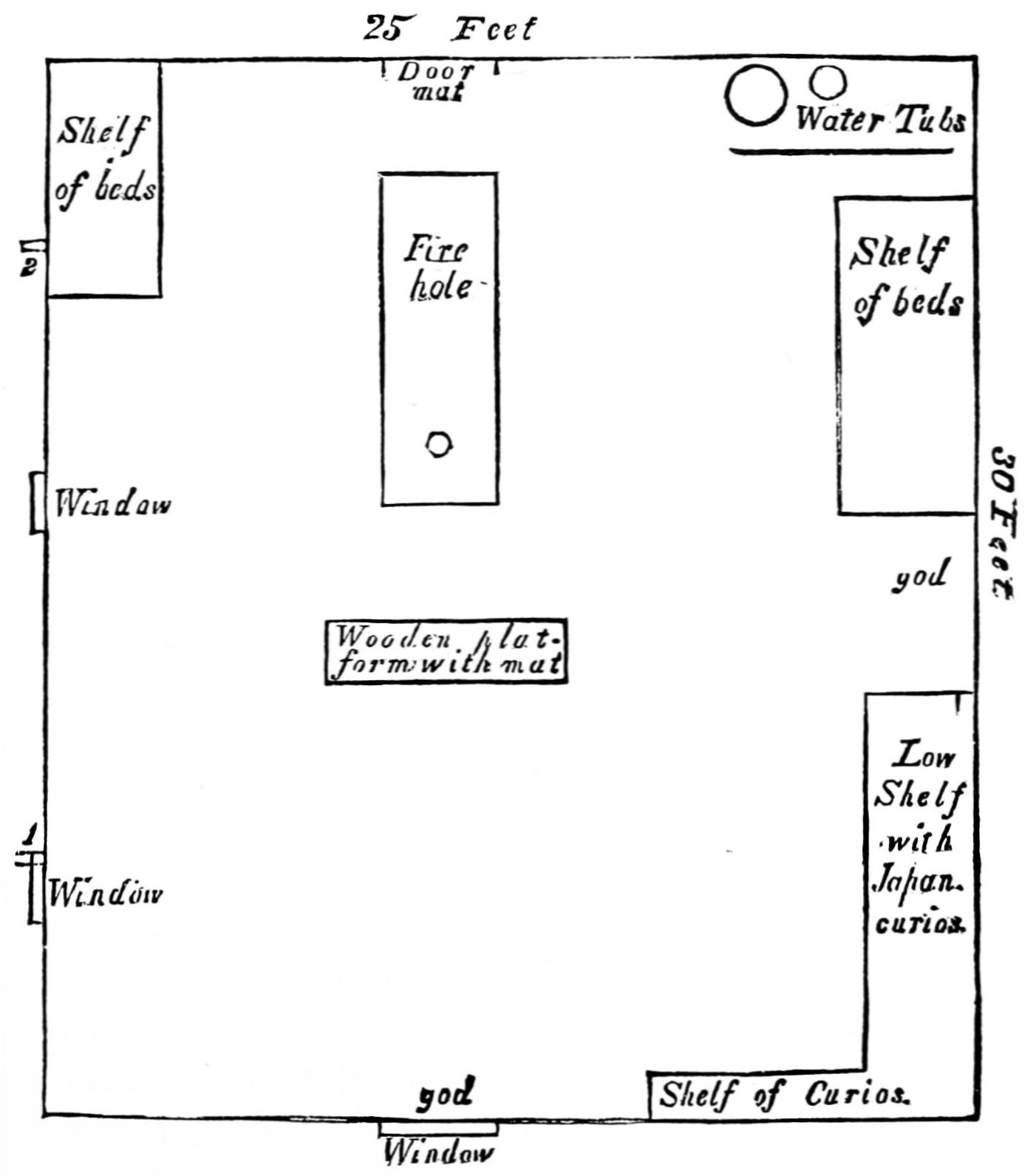
イギリス人の旅行家イザベラ・バードが1878年に北海道を訪れた折にスケッチした、チセの屋内見取り図。北東、南東の壁際には寝台が設けられている。

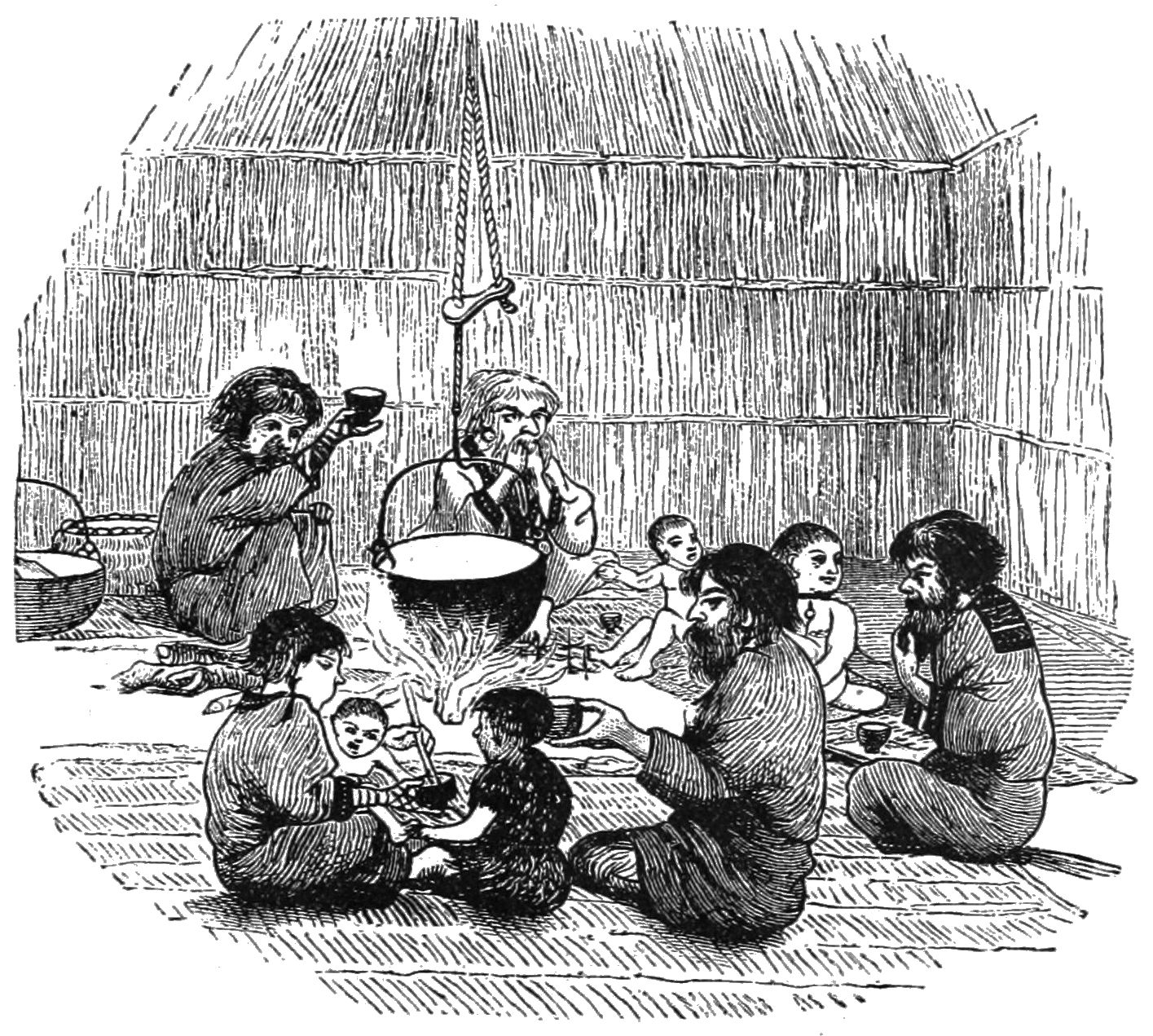
囲炉裏を囲んでの食事。奥の席に主人夫婦が座る。イザベラ・バードのスケッチより。

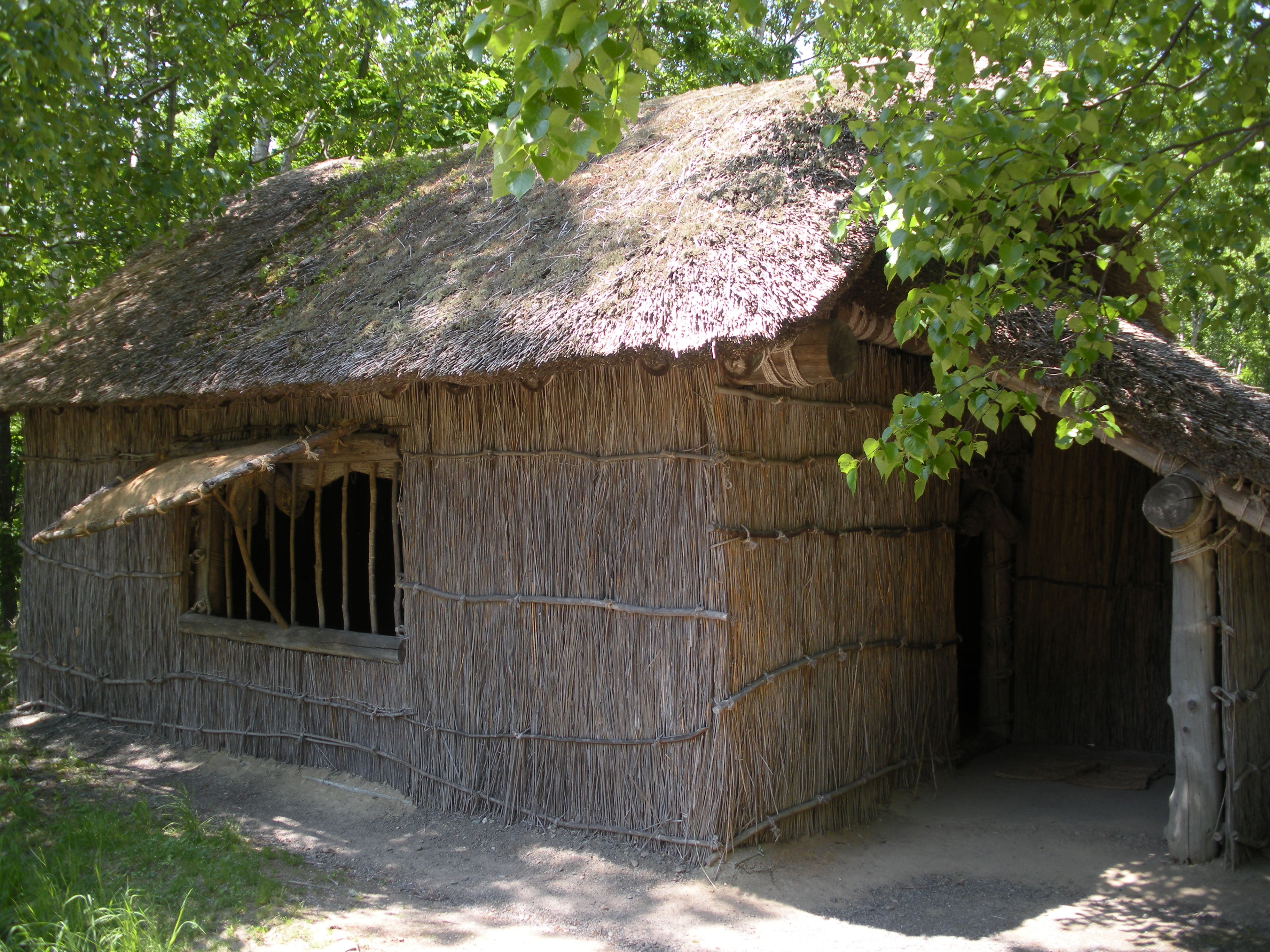
北海道に入植した開拓民が、最初に作った小屋の再現。チセの建築様式が取り入れられている。「北海道開拓の村」にて撮影

チセ（アイヌ語: cise）は、北海道や千島列島、樺太、（本州北部）の先住民族であるアイヌの伝統的な住居建築である。

## 構造
チセは、周辺の山林から得られる自然木を素材とした簡素な木造建築で、掘立柱を地面に直に立て、柱と梁を組んで屋根を支えた寄棟の掘立柱建物である。建築材は木材と茅だが、地方によって多少違いがあり道東ではスンク（エゾマツ）、フㇷ゚（トドマツ）、シケㇾペニ（キハダ）の樹皮で屋根や壁を葺いた「ヤアラ・キタイ・チセ」、胆振地方では茅葺の「サルキ・キタイ・チセ」、石狩川上流部や十勝地方では、トㇷ゚（チシマザサ）で全体を葺いた「トップ・ラップ・キタイ・チセ」など、各地方に独自のものがあった。これは風習や好みというより、その地で手に入りやすい素材を利用したものである。しかし、道東のオホーツク文化時代の遺跡からは樹皮葺の痕跡が残る竪穴建物が発掘され、さらに周辺が広葉樹林地帯の村にも針葉樹の皮で外郭を葺いたチセが見出されることから、「ヤアラ・キタイ・チセ」に限っては自然条件に関わらずオホーツク文化の伝統を守り抜いた建築であるとの説もある。この樹皮葺の家は古くなれば隙間風に悩まされるので、樹皮の芯の上に茅を葺き重ねる例も多かった。
北海道より寒冷な地域に居住する樺太アイヌは夏のみ壁を樹皮で葺いたサㇵチセ（夏の家）に住み、冬季は「トイチセ」（土の家）という竪穴建物に住む。トイチセは屋根を草で葺いた上に厚く土を被せ保温効果を狙った建築だが、その居住環境は劣悪だった。そのため寒気がゆるめば、待ちかねたように夏向きのチセに移った。さらに千島列島の中部以北に住む千島アイヌは一年を通じて竪穴建物住まいだった。
北海道アイヌのチセは、長方形の外郭が基本で、部屋数は一部屋のみである。踏み固めた地面に茅を敷き、さらにその上にキナ（ガマで織ったござ）を引いて床とし、茅で葺いた壁の上にはチタラペ（花ござ）で覆って仕上げている。床の中央部にアペオイ（囲炉裏）が切られ、家の最深部の壁には、神聖な窓「カムイプヤㇻ」が設けられる。このカムイプヤㇻは神聖とされる東、あるいは地域住民に崇拝される山、あるいは川の上流部が覗けるよう穿たれている。入り口はこの反対側に作られるため、チセの立地は地形の制約が無ければ東西、あるいは川の流路に平行である場合が多い。
なお、カムイプヤㇻはカムイ（神）のみが出入りを許された窓であり、イオマンテなどの儀式の祭具もこの窓から出し入れする。他家の屋内をこの窓から覗き見るのは、賠償を取られても仕方が無いほど無礼な行いとされた。

### 間取り
以下、入り口が西側、神窓が東側に設計されたチセを例として内部構造を説明する。
入り口は寒気や風雨の侵入を防ぐため、セㇺという前室で覆う。このセㇺは玄関であり、道具の収納場所、雨天時の作業場でもある。家の北側は壁のみで、北東隅に和人地との交易で入手したイコㇿ（宝物）を納める宝物棚「イヨイキㇼ」が設けられる。シントコ（漆塗りの桶）、パッチ（木鉢）、オッチケ（膳）、エチュシ（湯桶）などの漆器やエムㇱ（宝刀）が麗々しく飾られており、その前の床は就寝が禁じられている。東側には前述のカムイプヤㇻが設けられ、東側から東南にかけての床は客人の就寝場所とされる。
家の南面には、採光用として２つの窓が設けられる。南東側の窓が「イツムンプヤㇻ」（対応の窓）で、南西側の窓がポンプヤㇻ（小さい窓）。家の南西隅は女性の席で、炊事もこの付近で行われる。そのため、ポンプヤㇻには「汚れ水を捨てる窓」という別名もある。
和人の民家の囲炉裏は家族のうち戸主、主婦、雇い人などの立場別で座る席が厳重に分けられていたが、それはアイヌの住居も同様だった。アイヌ式の囲炉裏は長い薪を焚けるよう、内地の「木尻」に当たる西側の席が土間のままになっている。それを除いた三方に家族が陣取る。
北西が主婦の席、北東がチセコㇿクㇽ（戸主）が座るシソ（主席）、カムイプヤㇻを背後にした東側は客人が座るロルンソ（上座）、炉の南側はハルキソ（家族席）である。そのうち男子は南東側、女子は南西側に座る。就寝時の寝床も、ほぼこれに順ずる。チセは基本的に一部屋のみだが、白老など胆振地方などでは、年ごろの娘を抱える家庭に限ってトウンプ（娘の部屋）を家の南西側に増築した。これは娘を村の若者たちに公開することで、結婚相手を探し出すための配慮と考えられる。
チセの暖房設備はこの囲炉裏のみだが、一年を通じて焚かれる火の熱が床でもある地面に蓄積されるため、冬季でも案外暖かく過ごせるという。明治時代、開拓使は同化政策の一環として伝統的な日本建築の住宅を建て、アイヌを移住させた。しかし高温多湿の気候に向いた高床建築で北海道の寒さに耐えられるはずもなく、体調を崩す者が続出した。結局、その日本家屋の隣にチセを作り直し、そこで暮らしたという。

### 付属設備
家の周辺部には付属施設として、ヘペレセッ（檻）、プ（高倉）、アシンル（便所）を設ける。ヘペレセッは春の猟で生け捕りにし、冬のイオマンテで天界に送るためのヘペレ（小熊）を飼うためのもので、丸太を井桁組にした構造である。屋内の主人席からカムイプヤㇻ越しに様子をうかがえるよう、家の東南東に設けられる場合が多い。高床倉庫であるプには、穀物や干し肉、干魚を蓄える。害獣の侵入を防ぐため、柱にはエリモホシピレッペ（ねずみ返し）を取り付ける。出入り用のニカㇻ（刻み梯子）も、普段は外しておく。便所は地面を掘りくぼめて簡単な屋根をかけたもの。男子便所と女子便所は、それぞれ別々に設ける。なおアイヌには大小便を肥料とする習慣が無いため、内容物を汲み取ることは無い。穴が一杯になれば埋め、別の場所に新たな便所を作る。
このような建造物が集まり、コタンを形成している。なお、アイヌ集落では、集落間で移動する家が多く、家の同一集落内の滞在期間は平均して、4.4年間とされる。中には5年以上住むものもある。

## 建築方法
構造材には周辺の山林から切り出された木が使われる。プンカウ（ハシドイ）、ヤムニ（クリ）、トゥンニ（カシワ）、ランコ（カツラ）、ピンニ（ヤチダモ)、ケネニ（ハンノキ）などの腐りにくく加工しやすい木が選ばれるが、腐りやすいタッニ（シラカバ）、ヤイニ（ドロノキ）は避けられる。これと別に結合材として、ハッツ(ヤマブドウ)、クッチ(サルナシ)の蔓を大量に集める。
予定地予定地で地鎮祭（後述）を行ったうえで地面をならし、原木は皮をはいで簡単に削り、太ければ割って木材に加工する。その上で、まず屋根から組む。地面の上でソペシニ（桁）とウマンギ（梁）を長方形に組んだ上に、２つのケツンニ（三脚）を立てる。ふたつのケツンニの上に横木を渡してキタイオマニ（棟木）とし、それに従って何本ものリカンニ（さす）を立てる。これで屋根の大まかな形が出来上がるので、棟木から桁にリカニ（垂木）を掛け、屋根葺き用のサクマ(横木)を張る。その後の行程にさしつかえなければ、ここで屋根を葺いても良い。
別進行で、柱の用意をする。地面を深さ70cmほどまで掘り、イクシペ（柱）を立てる。積雪の重みに家が耐えられるよう、先端を家の内側に傾けた「外ふんばり」の形状になるよう留意する。柱の先端は桁や梁を受け止めるため、Ｙの字型に窪みを入れておく。天然の股木をそのまま利用してもいい。家の外郭に沿って柱がすべて立てられ、すべての刻み面が水平で一直線であると確認されたら、建築参加者全員で先に組んだ屋根の部分を持ち上げ、柱の上に載せ、蔓で固定する。これで全体的な骨組みは完成する。なお、屋根を別に組んで柱の上に載せる工法は、小家族用の家・つまり人力で持ち上げられる重さの屋根のみに使用される。村長宅や集会場のような大型のチセの場合は、柱や梁を組み、そのうえで屋根を組む。しかし三脚を基本とした屋根の構造は同じである。
次に壁葺き、屋根葺きに入る。屋根は骨組みの上にスダレをかけ、その上から茅や笹で葺く。葺く手順は、軒先部分である下部から棟に至る上方向である。壁は柱の間に何本もサキリ(横木)を渡し、それを手がかりに葺く。
外郭が出来上がった後に、内部を造作する。家の中央に炉を設け、床にキナ(ござ)を敷く。壁もチタラベ（花ござ）で覆って装飾する。
その後に新築祝い（後述）が行われ、完成へといたる。

## 歴史的変遷
北海道の縄文時代、続縄文時代、7世紀から11世紀の擦文時代、オホーツク海沿岸に栄えたオホーツク文化を担った住民達は、いずれも竪穴建物に居住し、土器を自製していた。12世紀頃、擦文文化の担い手を中心としてオホーツク文化を吸収し、さらに和人との交易の増加により和人からの文化的影響を受けたアイヌ文化が成立した。これにより土器に代わり、交易で手に入れた鉄鍋や木桶、漆器が使用されるようになった。住居も地面を掘りくぼめて床と壁を作る竪穴建物から、地面と同じ高さの床を持ち、茅の壁を持った掘立柱建物・チセへと移行した。この変遷の理由は不明である。また、擦文時代の住居には備えられていたかまどがすたれ、煮炊きは囲炉裏でのみ行われるようになった。一方で先述の通り、樺太アイヌでは冬季、千島アイヌでは1年を通じて竪穴建物が使われ続けた。
室町時代から江戸時代を通じてアイヌ民族の住居として機能していたチセだが、明治以降は同化政策によって建造されなくなった。現在のアイヌ民族は、衣食住ともに周辺の和人と何ら変わる事は無い。21世紀初頭の現在、アイヌ民族博物館、札幌市アイヌ文化交流センター、二風谷アイヌ文化博物館、川村カ子トアイヌ記念館、北海道博物館、釧路市阿寒町の阿寒湖畔アイヌコタン（アイヌ生活記念館）、北の森ガーデン（上川町）などに展示用として建造されたチセが存在するが、日常的に人間が居住するものは皆無である。

## チセにかかわる儀礼
チセを建造するに当たり、チセコッエノミ（地鎮祭）を執り行う。まず新しいスス（ヤナギ）を伐って三脚を作り、新居の囲炉裏となる部分に立てる。この三脚に炉鉤を吊るし、その下に薪の燃えさしを3本置く。この燃えさしは、戸主、建て主の旧居の炉から、アペフチ（火の女神）の許しを得ていただいて来たものである。分家を立てるなど、全くの新築である場合は一族の長老の家から燃えさしをもらう。
近隣にヌササン（幣場）を設け、大地の神、森の神、先祖の神にイナウを捧げると共に、家の建設と材料の譲渡を願って祈る。この三脚やヌササンはそのまま一週間ほど放置する。その間に何もなければそのまま建築に取り掛かるが、土砂崩れや洪水、火災に遭う夢を見た場合はその地での建築を諦め、別の場所で同じ儀礼を執り行う。
土地を選ぶことができない場合は、厄払いの儀式を行う。2人の長老がそれぞれ手にエンジュの木で作ったシュトイナウ（棒状のイナウ）を持ち、新居の神窓に当たる部分から出発し、家の外郭を一周する。
家が完成した後は、チセイノミ（新築祝い）を執り行う。炉に長老が火を入れてイナウを捧げ、神に家の安寧を祈る。その後に関係者や村人総出で酒宴を開き、祝う。儀式の最中、悪魔祓いとして屋根裏に矢を射掛ける。この矢がそのまま突き立てば、吉兆としてそのままにしておく。
老人、特に老女が死んだ折は、遺体を墓地に土葬したのちに故人の持ち物を家ごと焚き上げる。これをチセウフイカ（家焼き）、カㇱオマンテ（小屋送り）という。「女一人では、あの世で家を建てられないから」との考えで、家を来世に送るのである。この家焼きの儀式は火災の危険を案じた松前藩や明治政府によって何度も禁止令が出されたが、家の模型とともに故人の遺品を焼いたり、解体した家の残骸を類焼の心配が無い場所に運んで焚き上げることは昭和初期になっても行われていた。

## アイヌ文化拠点施設「チセ」
「チセ」は白糠町和天別（わてんべつ）にあったアイヌ文化拠点施設。1992年に建設された木造平屋建て、床面積約250平方メートルの建物である。しかし老朽化したため、白糠町内の「ウレシパチセ」に機能を移して2018年4月に閉館した。白糠町和天別のチセは改修・増築され、2023年度に資料館としてオープンする予定である。2024年4月に白糠アイヌミュージアム「ポコロ」として開業予定。2024年4月14日に「白糠アイヌミュージアムポコロ」として開業した。